# Epirhynchites auratus
Epirhynchites auratus là một loài bọ cánh cứng trong họ Rhynchitidae. Loài này được Scopoli miêu tả khoa học năm 1763.

## Hình ảnh

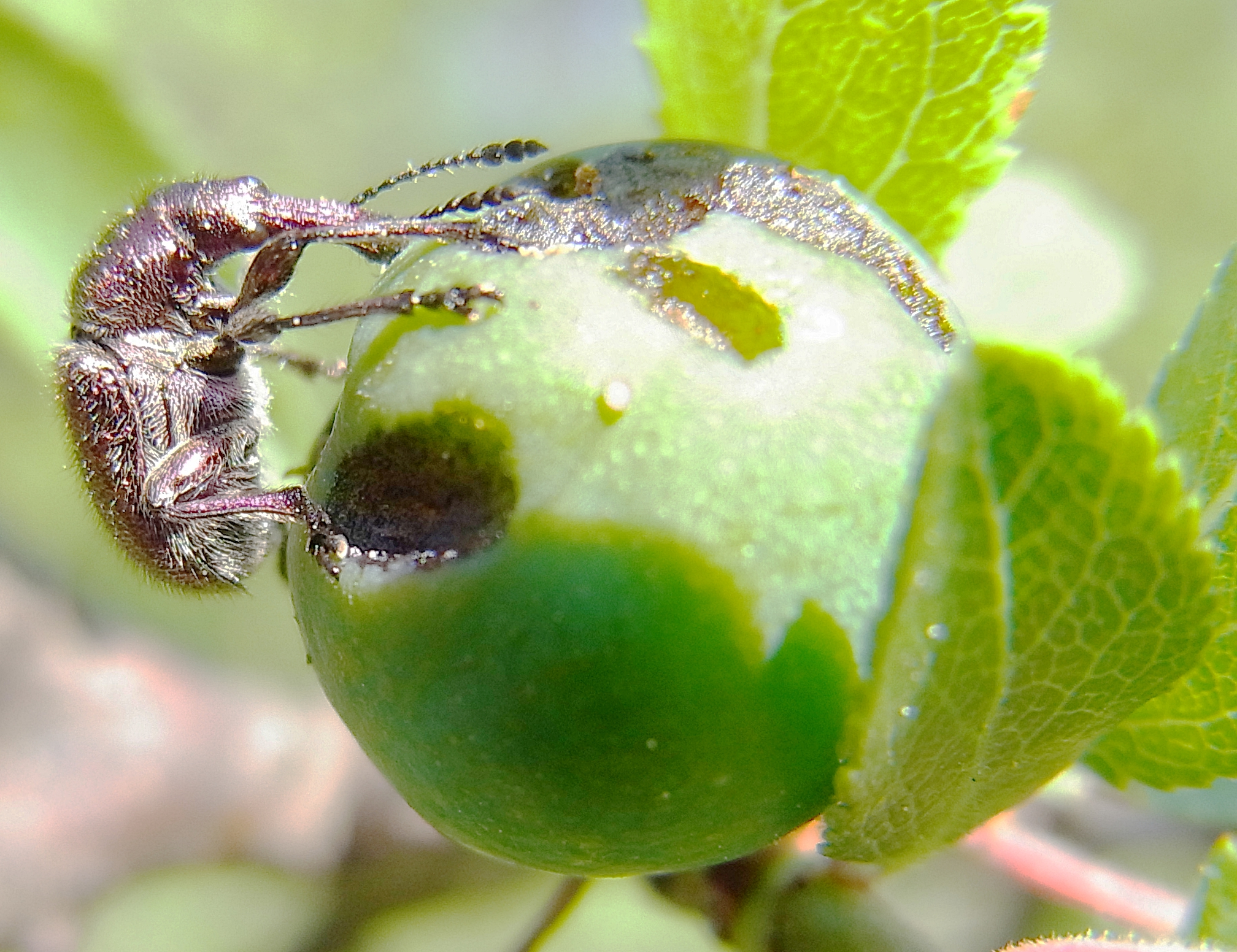